# 韦俊贤
韦俊贤（英語：James Wei，1957年7月—），是一位台湾企业家。

## 生平
1957年出生于台湾高雄，先后获得国立台湾大学电机工程学士学位和芝加哥大学布斯商学院企业管理硕士学位，1984年加入宝洁，1999年升任宝洁大中华区副总裁兼总经理。2003年加入雅芳担任亚太区总裁，2009年加入拜尔斯道夫担任全球执行董事和亚太区总裁，2013年1月加入康师傅担任康师傅食品事业首席执行官，2015年1月接替魏应州担任康师傅首席执行官。